# Parque nacional de Yosemite
El parque nacional de Yosemite (en inglés Yosemite National Park, pronunciado localmente /joʊˈsɛmɪɾi/) se ubica a aproximadamente 320 km al este de San Francisco, en California, Estados Unidos. Cubre un área de 3081 km² y se extiende a través de las laderas orientales de la cadena montañosa de Sierra Nevada. Es visitado por más de cuatro millones de personas cada año, y la gran mayoría solo recorre la parte del valle de Yosemite. Fue nombrado Patrimonio Mundial de la Humanidad por la Unesco en 1984 y es reconocido internacionalmente por sus acantilados de granito, saltos de agua, ríos cristalinos, bosques de secuoyas gigantes y la gran diversidad biológica (cerca del 95% de su territorio está designado como área silvestre). Fue el primer parque dispuesto por el gobierno federal de los Estados Unidos y a través del trabajo de personas como Galen Clark y John Muir fue un punto relevante en el desarrollo de la idea de parques nacionales.
Yosemite es uno de los hábitats más grandes y menos fragmentado, posee una gran diversidad de plantas y animales. El parque tiene una elevación que va de 600 a 4000 metros y contiene cinco zonas principales de vegetación: área boscosa de robles, vegetación de baja montaña, vegetación de alta montaña, vegetación subalpina y vegetación alpina. De las 7000 especies de plantas de California, cerca del 50% se encuentran en Sierra Nevada, y más del 20% dentro del parque.

## Geografía
El parque se encuentra ubicado en la cordillera Clark, en el centro de Sierra Nevada, California.

### Rocas y erosión
La formación geológica del área es de rocas de granito y remanentes de rocas más antiguas. Hace aproximadamente 10 millones de años, Sierra Nevada sufrió una elevación y luego fue inclinada hasta formar las laderas relativamente suaves del oeste y las laderas más pronunciadas del este. La elevación acentuó el grado de inclinación de los ríos y arroyos, formando cañones angostos y profundos. Hace un millón de años, la nieve y el hielo se acumularon formando glaciares en los prados alpinos más elevados y movieron hacia abajo los valles de los ríos. El movimiento descendente de la masa de hielo cortó y esculpió el valle en forma de U que atrae hoy en día a gran cantidad de visitantes por su particular paisaje.
Casi todas las formaciones rocosas de la zona de Yosemite son de roca granítica del batolito de Sierra Nevada. Cerca del 5 % del parque (en el margen este, cerca del monte Dana) hay formaciones procedentes del metamorfismo de rocas volcánicas y sedimentos.
La erosión sufrida sobre diferentes tipos de elevaciones y sistemas de fracturas es la responsable de la creación de valles, cañones, lomadas y otras características que se ven hoy en día. La separación entre las fracturas y coyunturas es amplia, debido a la cantidad de dióxido de silicio presente en el granito y las rocas.
Los pilares y columnas, como la columna Washington y Flecha Perdida fueron creadas por junturas cruzadas. La erosión sobre las junturas es la responsable de la creación de los valles y de los cañones. La fuerza más erosiva de los últimos millones de años han sido los grandes glaciares, que ha cambiado la forma de los valles creados por el curso de los ríos en forma de V a cañones de formación glaciar en forma de U.

### Hielo y agua

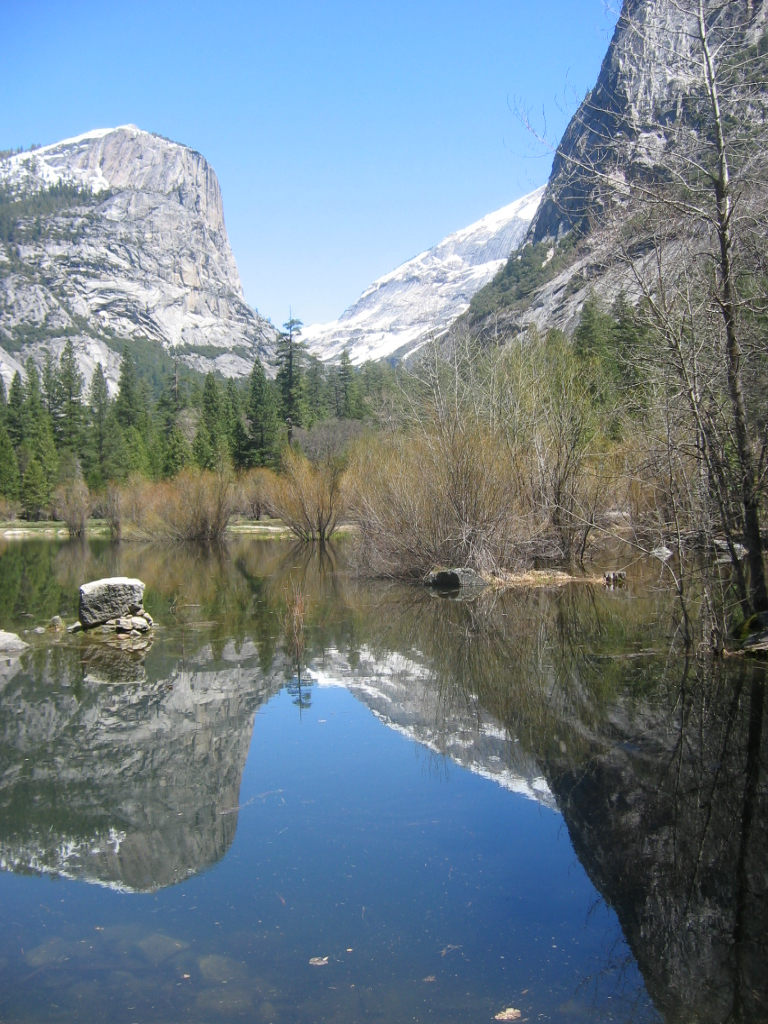
Parque Nacional de Yosemite.

Los sistemas del río Tuolumne y del río Merced se originan en Sierra Nevada y han creado cañones de 900 a 1 200 metros de profundidad. El río Tuolumne drena la parte norte del parque, un área de aproximadamente 1760 km². El río Merced se origina en los picos del sudeste del parque, 
principalmente en las cadenas montañosas de Catedral y Clark.
Los procesos hídricos, incluyendo la glaciación, inundación y acción fluvial han sido fundamentales en la creación de los paisajes del parque. El lugar también posee cerca de 3 200 lagos, dos reservorios de agua y 2 700 km de arroyos.
Los humedales se encuentran en la base de los valles, y generalmente se encuentran hidrológicamente conectados con los ríos y lagos cercanos a través de las inundaciones temporales y el movimiento de aguas subterráneas. Los hábitats de la pradera, distribuidos a una elevación de 900 a 3 500 
metros, son generalmente humedales.

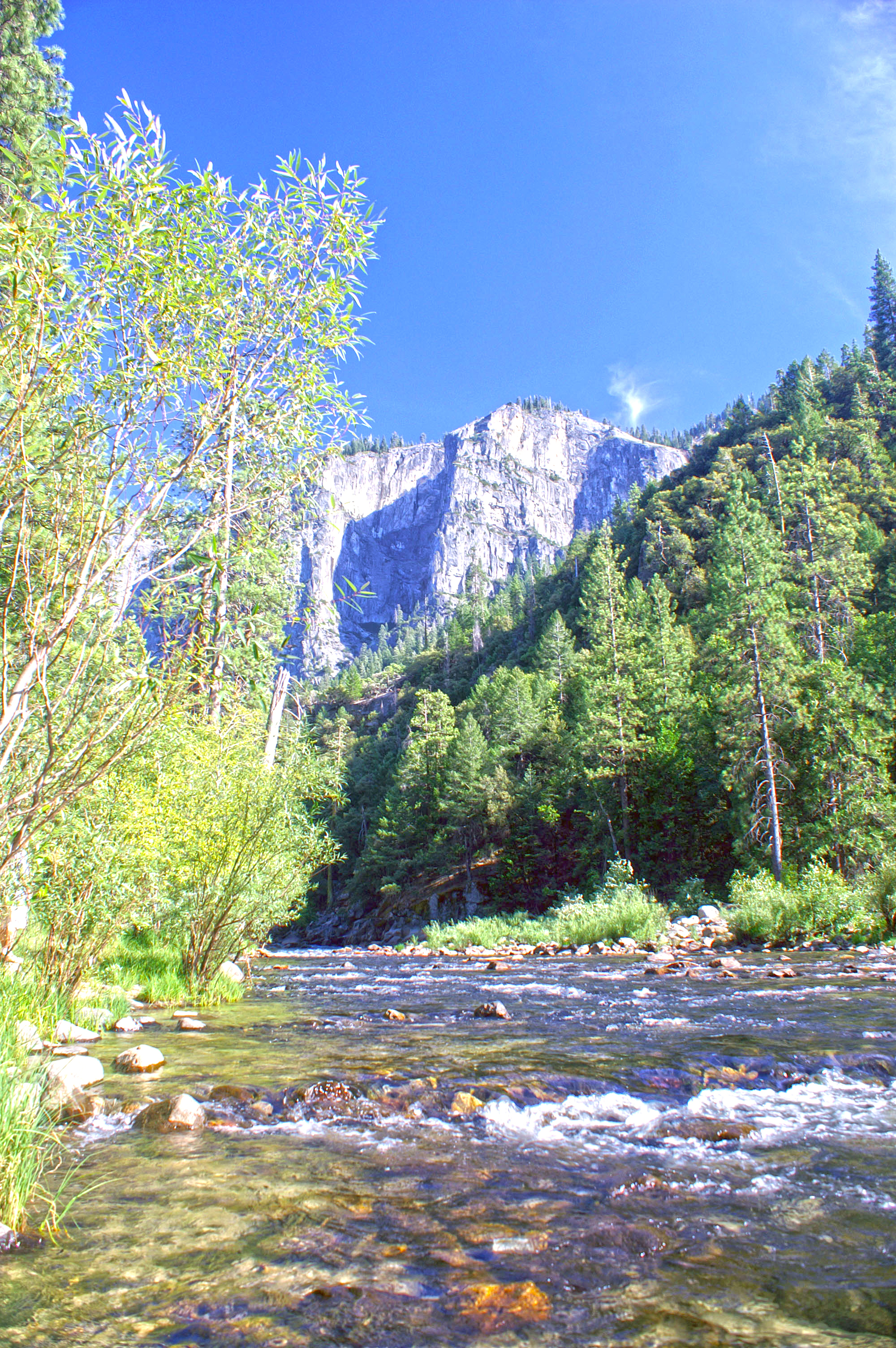
El río Merced en el parque

Existen numerosas formaciones rocosas en el parque que permiten la existencia de saltos de agua, especialmente durante los meses de abril, mayo y junio, cuando se derrite la nieve. Las cataratas de Yosemite, con 782 m son las más altas de América del Norte y las terceras del mundo. También en 
el valle, se encuentran las cataratas Ribbon que, con un volumen de agua inferior, es el salto vertical más alto (492 m).
Los glaciares que se encuentran en el parque son relativamente pequeños, y ocupan zonas que se encuentran en sombra casi permanente. El glaciar Lyell es el más grande de Sierra Nevada, ocupando 65 hectáreas. Ninguno de los glaciares de Yosemite son remanentes de los inmensos glaciares de la Era de Glaciación, responsables de la formación del paisaje del lugar. Ellos se formaron durante uno de los episodios de neoglaciación que tuvieron lugar después del derretimiento de la gran glaciación. El calentamiento global ha reducido el número y tamaño de los glaciares de todo el mundo. Muchos de los glaciares de Yosemite, incluyendo al Merced, que fue descubierto por John Muir en 1871 y reforzó su teoría del origen glaciar del área, han desaparecido, y muchos de los que aun permanecen han perdido el 75 % de su área de superficie.

### Clima

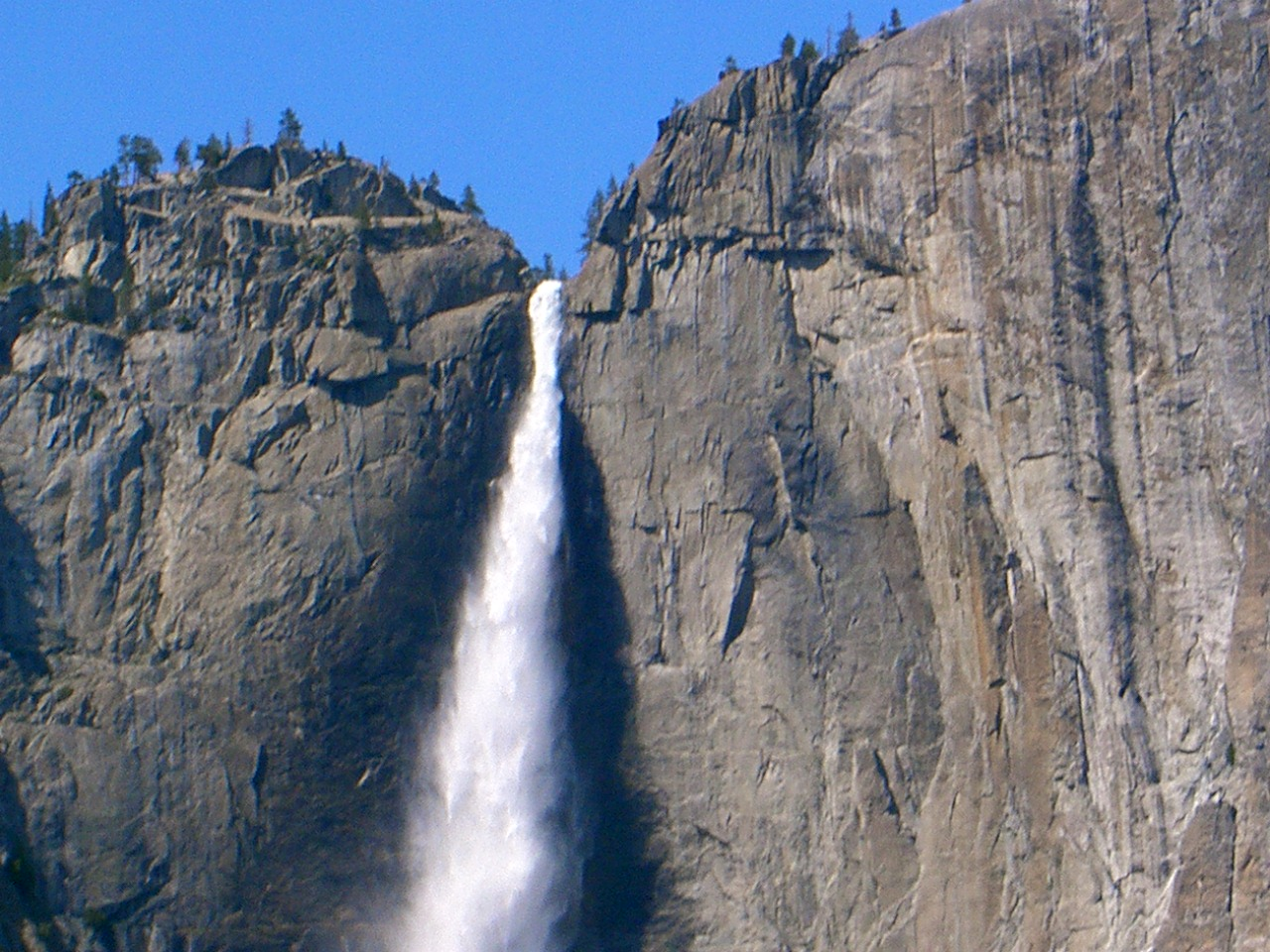
Salto Yosemite.

El área del parque tiene un clima mediterráneo, por lo que las precipitaciones normalmente suceden durante el suave invierno y el resto de las estaciones son bastante secas (las precipitaciones durante los calurosos meses de verano son menores al 3%). Las precipitaciones aumentan con la elevación del terreno, hasta los 2 400 metros, a partir de donde comienzan a decrecer hasta la cima. La cantidad de lluvia varía desde 915 mm a los 1 200 metros de altura hasta los 1 200 mm a los 2 600 metros de altura. La nieve por lo general no cuaja en el suelo hasta noviembre, pero se acumula a lo largo de todo el invierno y permanece hasta fines de marzo o comienzos de abril.
La temperatura desciende a medida que aumenta la elevación del terreno. Las temperaturas extremas son moderadas debido a que Yosemite se encuentra a 
sólo 160 km del océano Pacífico. Un centro anticiclónico situado en la costa de California durante el verano, provee de masas de aire fresco a 
Sierra Nevada, lo que proporciona un aire seco y limpio en el área de Yosemite.
La temperatura diaria promedio oscila entre los -3,9 y los 11,5 °C en la zona de Tuolumne, a 2600 m. En la entrada del sur, cerca de Wawona (
donde la elevación es de 1887 m) el promedio es de 2,2 a 19,4 °C. En las elevaciones menores a 1525 m, las temperaturas son más cálidas: en el valle Yosemite varían de 7,8 a 32,2 °C. En las zonas de altura superior a los 2 440 metros, las temperaturas del verano caluroso y seco son atenuadas por 
frecuentes tormentas de verano. La combinación de vegetación seca, relativa baja humedad y las tormentas eléctricas dan como resultado frecuentes incendios 
provocados por rayos.

## Biodiversidad

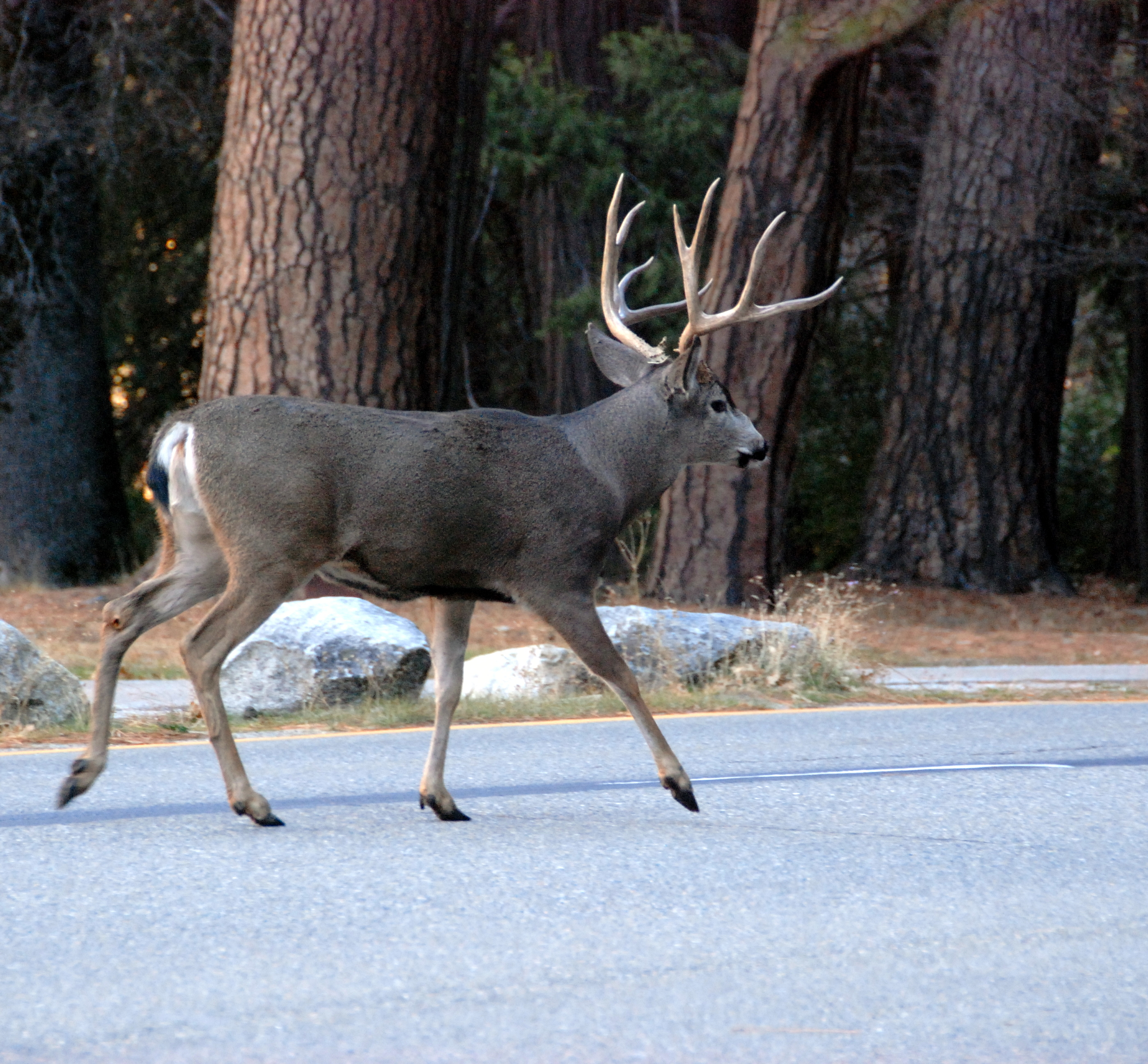
Ciervo mulo en el Valle de Yosemite.

En Yosemite se conserva uno de los mejores bosques naturales de las Montañas Rocosas, con una inmensa diversidad tanto animal como vegetal debido a la variedad de climas que posee. 
A lo largo de gran parte de la frontera occidental de Yosemite, los hábitats están dominados por bosques mixtos de coníferas de pino ponderosa, pino de azúcar, cedro de incienso, abeto blanco, abeto de Douglas y algunos ejemplares de secuoya gigante intercaladas con áreas de roble negro. Estos hábitats apoyan una diversidad muy alta de especies de vida silvestre, debido a un clima relativamente suave y de baja elevación junto con la mezcla de tipos de hábitats y especies de plantas. Las especies de vida silvestre encontradas en estos hábitats incluyen el oso negro, el puma, el coyote, el ciervo mulo, el mapache, la serpiente real de montaña, el pájaro carpintero, el lince, la nutria, el zorro gris, el zorro rojo, dos especies de zorrillo, y una amplia variedad de especies de murciélagos.
Al elevarse más alto, los bosques de coníferas se convierten en masas más puras de abeto rojo, pino blanco occidental, pino Jeffrey, pino contorta y, ocasionalmente, el pino de Balfour. Menos especies de vida silvestre tienden a encontrarse en estos hábitats, debido a su mayor elevación. Especies que probablemente se encuentran incluyen la ardilla de manto dorado, la ardilla de Douglas, el arrendajo de Steller y el azor norteño.
A medida que la montaña asciende, los árboles se vuelven más pequeños y más escasos, con áreas de granito expuesto. Estos incluyen el pino contorta, el pino de corteza blanca y la Tsuga mertensiana que, en las elevaciones más altas, dan paso a grandes extensiones de granito a medida que se alcanza el límite del bosque. El clima en estos hábitats es frío y la estación cálida es corta, pero las especies tales como la pica americana, la marmota de vientre amarillo o el pinzón montano negro viven bajo estas condiciones.

## Atractivos y actividades para visitantes

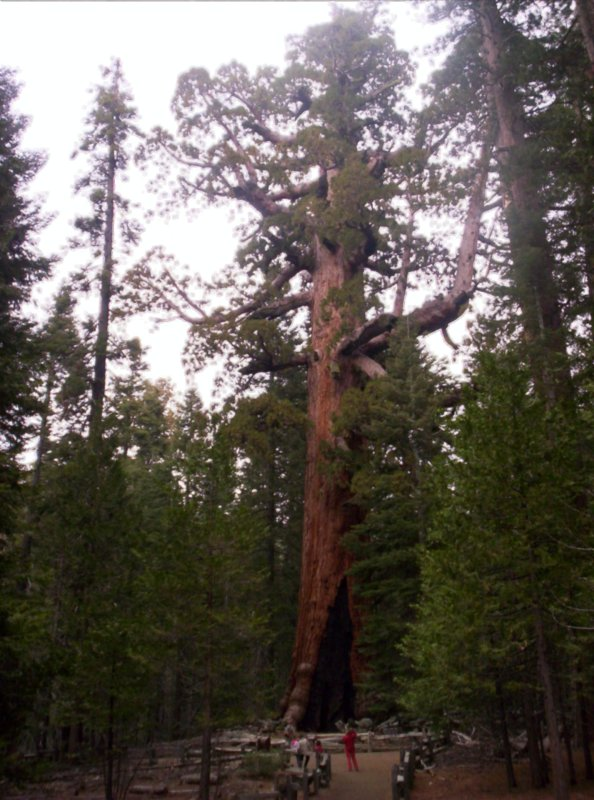
El Grizzly gigante, aproximadamente 2700 años

El valle de Yosemite representa tan sólo el 1% del área del parque, pero es el lugar donde llegan y permanecen la mayoría de los visitantes. El Capitán, un prominente acantilado de granito que se vislumbra sobre el valle, es uno de los destinos más populares del mundo entre los que practican escalada en roca, debido a sus diferentes grados de dificultad y 
numerosas rutas de ascenso establecidas, además de ser accesible durante todo el año.
El parque posee tres bosques de añejos ejemplares de sequoias gigantes (Sequoiadendron giganteum): el bosque Mariposa (200 árboles) el bosque Tuolumne (25 árboles) y el bosque Merced (20 árboles). Las sequoias gigantes son uno de los árboles más altos y de mayor longevidad en el mundo.
Gran parte del parque cierra durante el invierno debido a las fuertes nevadas, sin embargo, el valle de Yosemite permanece abierto durante todo el año.
- Caminatas: Posee más de 1300 km de senderos marcados por los cuales se puede andar. Existen 5 secciones bien diferenciadas para los visitantes: 
  - Yosemite Valley,
  - Wawona/Mariposa Grove/ Glacier Point,
  - Tuolumne Meadows,
  - Hetch Hetchy,
  - Crane Flat/White Wolf.

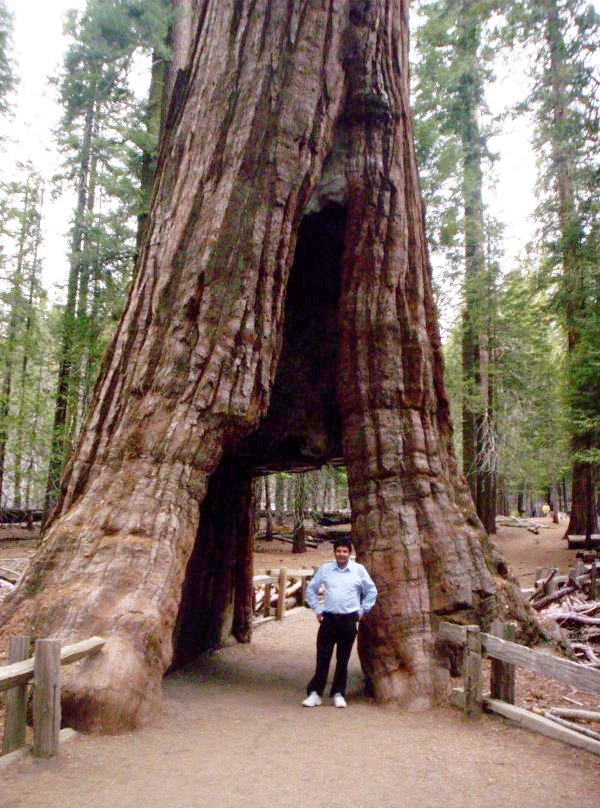
Secuoya gigante.

Existen numerosas guías que describen los senderos del parque y el mismo servicio dentro del parque ofrece información. La mayoría de los empleados del parque alientan a los turistas a que visiten otras áreas del parque más allá del valle Yosemite.
- Escalada en roca: Es una de las principales actividades en Yosemite, especialmente durante los meses que no nieva. Se ofrecen clases para principiantes.
- Excursiones de mochilero: entre finales de la primavera y comienzo del otoño, gran parte del parque se habilita para excursiones de mochileros de varios días. Las actividades que incluyen pasar la noche requieren una autorización y la mayoría requiere tener lugares de almacenamiento de alimentos a prueba de osos.
- Paseos en bicicleta: El valle de Yosemite tiene más de 24 km de senderos para bicicletas. Según la reglamentación del parque, las bicicletas sólo son permitidas en áreas pavimentadas. La práctica de ciclismo de montaña no es permitida dentro del parque.
- Natación / Rafting: Generalmente a mediados del verano, el río Merced, en el valle de Yosemite, está lo suficientemente cálido y profundo como para practicar rafting. También hay algunos estanques con agua caliente para nadar.
- Cabalgatas: Los establos se encuentran abiertos durante el verano, y ofrecen paseos guiados en mulas.
- Esquí: Badger Pass Ski Area es la zona de esquí más antigua de California. Abre en invierno. Posee varias bajadas y una escuela de esquí. Gran parte del parque está disponible para esquiar. Si las excursiones de esquí duran más de un día, se requiere un permiso para pasar la noche en el parque.
- Caminatas en la nieve: Tanto el servicio del parque como otras organizaciones ofrecen la posibilidad de hacer caminatas por la nieve dentro del parque.
- Patinaje sobre hielo: La pista de patinaje sobre hielo Curry Village abre entre los meses de noviembre y marzo. En el pasado era más grande, pero aún ofrece un área para patinadores principiantes y avanzados. La pista se habilita por sesiones de 2 o tres horas y luego el hielo es limpiado para la próxima sesión.
- Cena Bracebridge: Es una celebración anual, que se realiza desde el año 1972 en el hotel Ahwahnee, inspirado en la descripción del Libro de apuntes de Washington Irving sobre las tradiciones navideñas en Inglaterra de los años 1700. Entre 1929 y 1973 el espectáculo fue organizado por Ansel Adams.

### Riesgos medioambientales

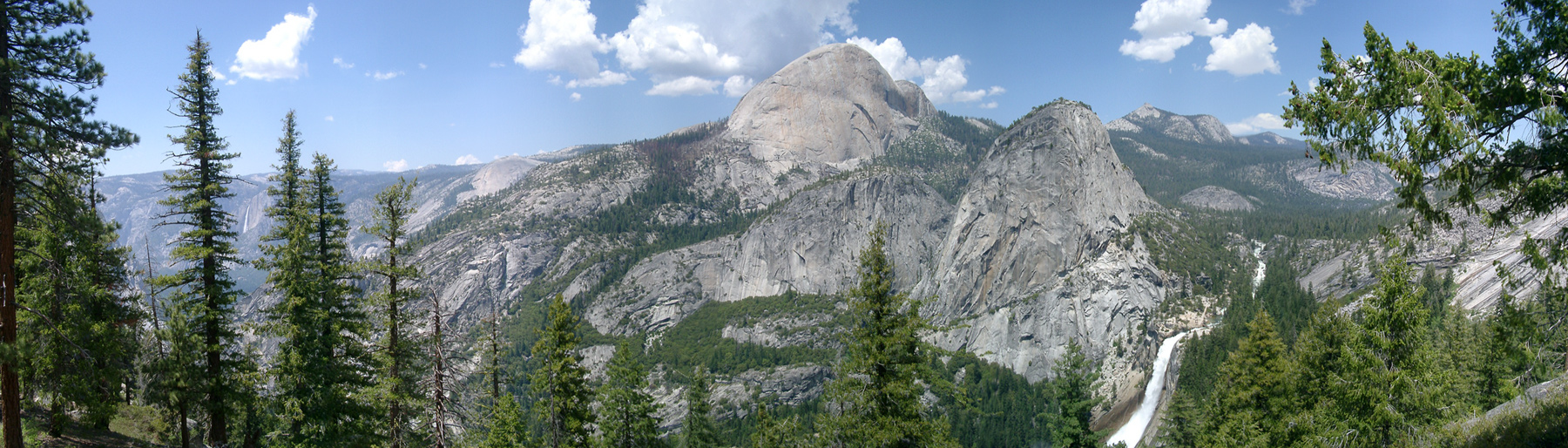
El Medio Domo visto desde el sur.

A pesar de la alta calidad del hábitat de Yosemite, tres especies se han extinguido y actualmente otras 37 se encuentran calificadas como especies en peligro por la legislación de California o a nivel nacional. Los peligros más serios que actualmente debe enfrentar la vida de Yosemite y los ecosistemas que ella ocupa son la pérdida de un régimen natural de incendios, especies exóticas, polución del aire, fragmentación del hábitat y cambios climáticos.[cita requerida] En un sentido más restringido, algunas especies salvajes se ven afectadas por factores tales como la muerte debido a accidentes en rutas y alimentación con comida humana.
Alguna vez los osos negros de Yosemite se hicieron famosos por ingresar en autos estacionados para robar comida. También se congregaban en los cestos de basura para comer los desechos que tiraban los visitantes y en algunas ocasiones atacaban a las personas. Los encuentros entre osos y humanos generaron daños cada vez mayores a las propiedades. Esto condujo a una agresiva campaña para disuadir a los osos a acercarse a los hombres y sus propiedades. Los basureros a cielo abierto fueron cerrados, se hicieron receptáculos a prueba de osos y las zonas para acampar fueron equipadas con gabinetes especiales para guardar comida. El personal del parque ha incrementado las medidas de control. Alrededor de 30 osos por año son capturados, marcados en la oreja e identificados por su ADN, de forma tal que cuando ocurre algún incidente, se puede determinar cuál es el oso que está causando problemas.
El incremento de la polución del ozono está causando daños en el tejido de las sequoias gigantes. Esto las vuelve más vulnerables a la infestación de insectos y otras enfermedades. Como las semillas de este árbol necesitan de un suelo que haya sido previamente quemado para poder germinar, la supresión histórica de los incendios ha reducido su capacidad de reproducirse. Se espera que la nueva política implementada de hacer incendios controlados ayude a la germinación de nuevas plantas.
Se han documentado dentro del parque más de 130 especies de plantas no nativas. Estas plantas fueron introducidas en Yosemite siguiendo la inmigración de euro-americanos a finales de 1850. Tanto por causas naturales como humanas se ha contribuido a un rápido incremento en el esparcimiento de ellas. Cierto número de estas especies invade agresivamente y desplaza a las comunidades de plantas autóctonas, lo que ocasiona cambios significativos en los ecosistemas del parque, alterando las plantas nativas y los procesos que a partir de ellas se encadenan. Algunas de las especies exóticas pueden aumentar la frecuencia de incendios de un área o incrementar el nitrógeno del suelo, lo que favorece el establecimiento de nuevas plantas exóticas con más facilidad.